# فناء معمد

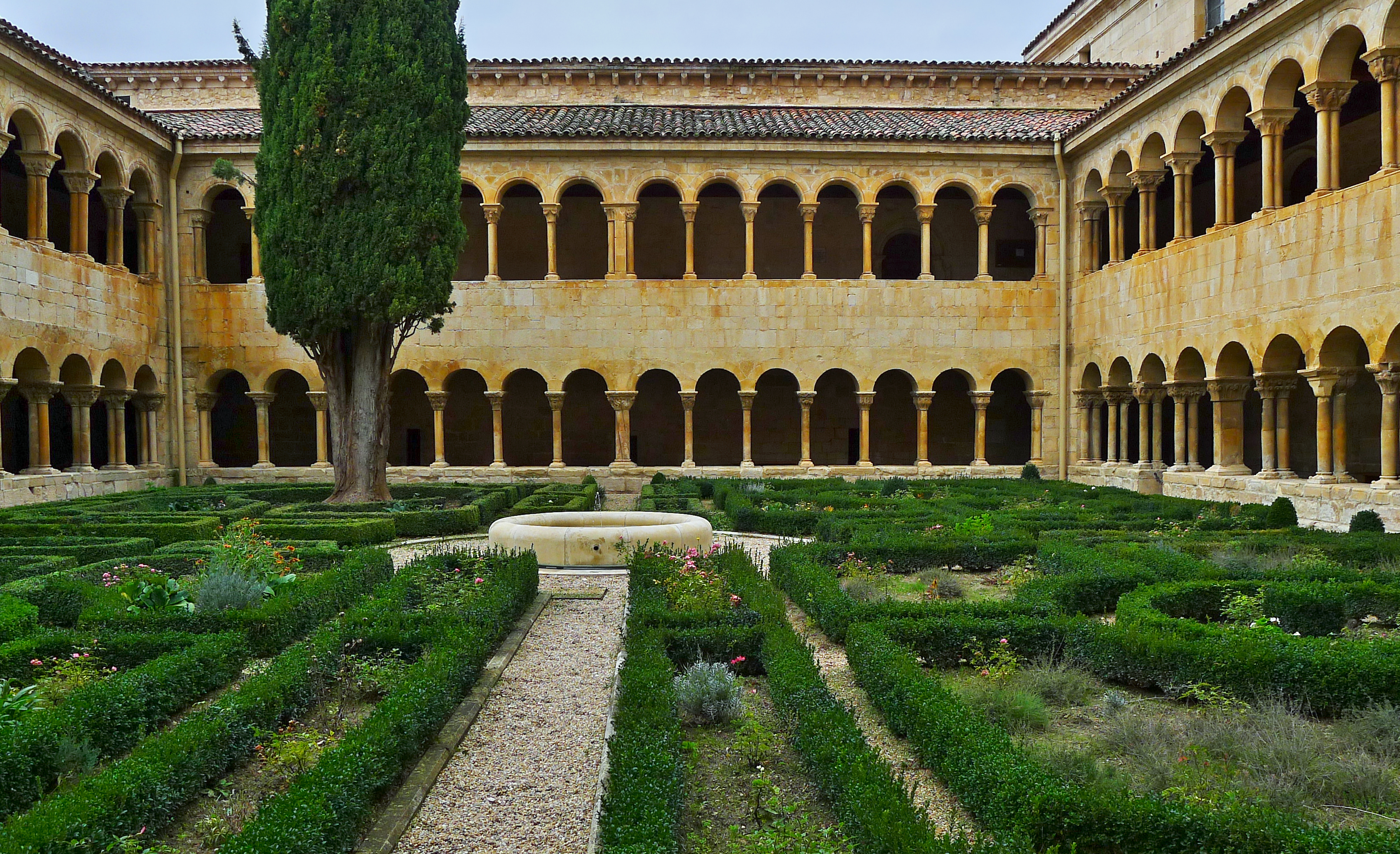
الدير الروماني سانتو دومينغو دي سيلوس، أسبانيا

يتميز الفناء المعمد (أو الدير) بعدم وجود سقف، وعادة على شكل مربع أو مستطيل، محاطة من معظم جهات بأروقة مغطاة، التي تفتح على الفراغ المركزي من خلال سلسلة من الأقواس.